# Back to Mine: Tricky
Back to Mine: Tricky è il quattordicesimo volume della serie di remix album Back to Mine, prodotto e remixato dal musicista inglese Tricky.

## Tracce
1. The Cure – Lullaby – 4:15
2. Radanna – How We Ride – 3:23
3. Eric B. & Rakim – My Melody – 5:39
4. The Beat – Mirror in the Bathroom – 2:28
5. Dr. John – Loop Guru – 4:29
6. Rodagan e Tricky – Believe This – 3:04
7. Morphine – Potion – 1:58
8. The Buzzcocks – You Tear Me Up – 2:23
9. Le Tigre – Much Finer – 2:55
10. Gregory Isaacs – Night Nurse – 3:33
11. Kat Cross – Symphony for Irony – 4:05
12. Kate Bush – Eat the Music – 4:47
13. Costanza – Desire – 3:52
14. Chet Baker – My Funny Valentine – 2:14
15. Liz Denmore – Just a Little Bit – 2:16
16. Lickle Kings – Days Like This (feat. Shola) – 2:01